# Tachydromia mongolica
Tachydromia mongolica är en tvåvingeart som beskrevs av Igor Shamshev 1994. Tachydromia mongolica ingår i släktet Tachydromia och familjen puckeldansflugor. Inga underarter finns listade i Catalogue of Life.